# Man brænder da ikke præster
|  | Denne artikel er oprettet af botten PalnaBot ud fra en ekstern database. Den kan derfor have sproglige fejl eller mangler. Denne skabelon kan fjernes efter kontrol af indholdet. |

Man brænder da ikke præster er en film instrueret af Annette Mari Olsen efter manuskript af Annette Mari Olsen.

## Handling
Mange danskere kender Inge-Lise Wagner fra avisforsiderne dengang i 1988; det var godt stof, da den fotogene sognepræst blev fyret fra sit embede i Hansted Kirke. Wagner beholdt dog krave og kjole og fungerer nu som vikar og præst for vagabonder. Hun bor alene med sin hest, jonglerer, går på line, kører på motorcykel og synger opera. Denne dokumentarfilm tegner et portræt af en kvinde, der lever sit liv i overensstemmelse med egne idealer og overbevisning. Filmen berører en række almenmenneskelige og teologiske spørgsmål og rejser en forfriskende og væsentlig debat om den danske folkekirke.